# میز خطابه
میزِ خِطابه (انگلیسی: Lectern) یا تریبون، یک پایه یا میز ایستاده است که دارای سطح شیب‌دار برای نگه داشتن کتاب، یادداشت یا موارد مشابه برای سخنران یا خواننده‌ای که ایستاده است، مانند کلاس درس یا کلیسا، استفاده می‌شود.
در کلیساها، میز خطابه معمولاً در نزدیکی محراب یا در جایگاهی برجسته قرار دارد و برای خواندن متون مقدس، به ویژه کتاب مقدس، استفاده می‌شود. این میز به خواننده کمک می‌کند تا کتاب را در زاویه مناسبی نگه دارد و متن را به راحتی بخواند. برخی از میزهای خطابه دارای میکروفون نیز هستند تا صدای خواننده به خوبی در سراسر کلیسا پخش شود.
به باور مسیحیان، استفاده از میز خطابه نمادی از اهمیت گذاشتن به «کلام خداوند» و نقش خواننده در انتقال آن به مردم است. این وسیله به خواننده کمک می‌کند تا با تمرکز و احترام بیشتری به خواندن متون مقدس بپردازد و پیام الهی را به‌طور مؤثرتری به مخاطبان منتقل کند.